# Jan van Bronkhorst
Jan van Bronkhorst (gestorven op 26 juli 1346) was een Nederlandse edelman en geestelijke.
Jan, proost van Oudmunster in Utrecht, werd tweemaal door de Utrechtse kapittels tot bisschop van Utrecht gekozen maar heeft beide keren moeten wijken voor een andere kandidaat.
De eerste keer, in 1322, werd zijn benoeming bevestigd door aartsbisschop Hendrik II van Virneburg van Keulen, maar graaf Willem III van Holland wist, gesteund door de graaf van Gelre, zijn kandidaat Jan III van Diest benoemd te krijgen door paus Johannes XXII. De aartsbisschop probeerde ten gunste van Jan van Bronkhorst te bemiddelen, maar zonder succes. Jan legde zich vervolgens bij het pauselijke besluit neer.
Na de dood van Jan van Diest in 1340 werd Jan van Bronkhorst opnieuw door de kapittels tot bisschop gekozen, maar ditmaal waren er zelfs twee tegenkandidaten. Terwijl hij zelf gesteund werd door de graaf van Gelre, deed graaf Willem IV van Holland zijn best om diens neef Jan van Arkel benoemd te krijgen. Intussen ging paus Benedictus XII zijn eigen gang en benoemde zijn gunsteling Nicolaas Capocci.
Jan van Bronkhorst bleef dus proost en stierf ongemijterd. Hij werd in de Sint-Salvatorkerk begraven.
Zie ook de Lijst van bisschoppen van Utrecht.